# Beverly Hills Teens
Beverly Hills Teens is een Amerikaanse tekenfilmserie over een groep rijke tiener maar wel met typische tienerproblemen. De serie werd voor het eerst uitgezonden in 1987 en bestaat uit 65 afleveringen van elk 30 minuten. De serie werd geproduceerd door DIC Entertainment naar een idee van Jack Olesker, Michael Maliani en Barry O'Brien.
De serie gaat over een groep rijke tieners in Beverly Hills waarvan het leven zich afspeelt in en rond de exorbitante villa's van hun ouders, de luxueuze middelbare school, de countryclub, exclusieve winkels en andere luxe locaties. De serie gaat over de sociale dynamiek tussen jongeren, zoals vriendschap, jaloezie, roddels en moraal. Verder is er uiteraard veel aandacht voor mode en luxe. Een bijzonder voertuig is de limousine met een bubbelbad. Hoofdpersoon is het meisje en aankomend fotomodel Larke. Een terugkerend onderwerp is haar rivaliteit met Bianca. Door dit alles heeft de serie iets weg van een satirische soapserie.

## Personages
- Larke Tanner: Zij speelt de hoofdrol. Ze is populair en stijlvol en vormt vaak het morele kompas van de groep.
- Troy Jeffries: Is een knappe sportieve charismatische en loyale jongen. Tussen hem en Larke speelt lijkt regelmatig liefde te ontvlammen maar ook de andere meiden zijn in hem geïnteresseerd.
- Bianca Dupree: Is de rijke verwende tegenspeelster van Larke. Ze probeert Troy voor zich te winnen en Larke tegen te werken.
- Pierce Thorndyke III: Is een narcistische miljonairszoon die zich graag voordoet als grote vrouwenversierder. Zijn grote ego brengt hem maar wat vaak in de problemen.
- Chester McTech: is een stuk jonger dan de rest. Hij is een technisch genie en handig met computers en gadgets.
- Overige meiden: Dit zijn de rockster Jet, de cowgirl Blaze, de actrice Nikki, Tara, de verstandige Teen Club-president SHanelle en roddelaarster Switchboard. Ook is er het jongere zusje van Pierce genaamd Jillian.
- Overige jongens: Rocker Gig, surfer Badley, Buck en Bianca's chauffeur Wilshire.

De strijd tussen Larke's kat Tiara en Bianca's poedel Empress zorgt voor een extra komische noot.